# Louise Artus-Perrelet
Pour les articles homonymes, voir Perrelet.
Louise Artus-Perrelet, née le 18 mars 1867 à Valangin et morte le 25 avril 1946 à  Genève, est une peintre, sculptrice et enseignante de dessin suisse.

## Biographie
Louise Perrelet étudie aux écoles d'art de Genève, où elle est l'élève du professeur Barthélemy Menn. Elle obtient le premier prix de dessin de ses écoles en 1888.  Après avoir fini ses études artistiques, elle étudie les applications des beaux-arts à la didactique pestalozzienne. Femme du peintre Marc-Émile Artus, elle est engagée en 1912 comme professeur de dessin à l'Institut Jean-Jacques Rousseau de Genève. Ginette Martenot collabore avec elle à partir de 1932 pour sa méthode d'arts plastiques.

## Publication
- Le Dessin au service de l'éducation, Neuchâtel, Delachaux & Niestlé et Fischbacher, coll. « Actualités pédagogiques », 1917, 217 p.Préface de Pierre Bovet